# Platystoma stackelbergi
Platystoma stackelbergi är en tvåvingeart som beskrevs av Soos 1979. Platystoma stackelbergi ingår i släktet Platystoma och familjen bredmunsflugor.
Artens utbredningsområde är Uzbekistan. Inga underarter finns listade i Catalogue of Life.